# Нојлер
Нојлер (њем. Neuler) општина је у њемачкој савезној држави Баден-Виртемберг. Једно је од 42 општинска средишта округа Осталб. Према процјени из 2010. у општини је живјело 3.141 становника. Посједује регионалну шифру (AGS) 8136046.

## Географски и демографски подаци
Нојлер се налази у савезној држави Баден-Виртемберг у округу Осталб. Општина се налази на надморској висини од 518 метара. Површина општине износи 36,3 km². У самом мјесту је, према процјени из 2010. године, живјело 3.141 становника. Просјечна густина становништва износи 87 становника/km².